# 日本戦没学生記念会
日本戦没学生記念会（にほんせんぼつがくせいきねんかい）は、『きけ わだつみのこえ』の刊行をきっかけとして1950年（昭和25年）4月22日に結成された日本の反戦運動団体である。略称である「わだつみ会」の名でよく知られている。

## 沿革

### 第1次わだつみ会
1949年（昭和24年）に刊行された戦没学生の遺文集『きけ わだつみのこえ』の刊行をきっかけに、刊行元である東大協同組合を中心に、1950年（昭和25年）「戦争体験の継承」「戦争体験の思想化」を標榜し結成された（第1次わだつみ会）。会は戦没学生を記念する「わだつみ像」を制作するとともに、現在に至るまで『きけ わだつみのこえ』の編集を主要な活動としている。第1次わだつみ会の時代には学生層が中心となり、運動の政治化・先鋭化とそれをめぐる対立が激化したため、1958年（昭和33年）の第9回大会をもっていったん解散した。

### 第2次わだつみ会
しかし会は解散から間もない翌1959年（昭和34年）6月には再結成され（第2次わだつみ会）、それまでの活動の反省を踏まえて反戦運動・政治運動からは距離を置いた。このため会の運営はやや年上の戦中派世代の知識人・著名文化人が中心となった。しかし今度は戦争経験を持たない若い世代との対立が激しくなり、1969年（昭和44年）の立命館大学での「わだつみ像」破壊事件などをきっかけに若い会員が大量に脱退した。

### 第3次わだつみ会
1970年（昭和45年）7月の役員改選で、初版時に編集委員のひとりで戦没学徒の遺族でもある中村克郎が理事長となって再出発した（第3次わだつみ会）。戦中派世代だけで再建された第3次わだつみ会では少年兵経験を持つ渡辺清が運営の中心になり、機関誌『わだつみのこえ』で「天皇制特集」を企画するなどして再び会員層を広げていく。第3次わだつみ会は昭和天皇の戦争責任を問うという姿勢から「反天皇」を掲げた政治団体化していき、これまで会の活動をささえてきた中村克郎は理事長の座を追われる。

### 第4次わだつみ会
1994年（平成6年）4月23日の総会で、副理事長の高橋武智が理事長に就任する（第4次わだつみ会）。このとき、中村克郎をはじめとする古い会員の多くが会を離れる。第4次わだつみ会は1995年（平成7年）に『新版「きけ わだつみのこえ」』を出版したが、遺族や関係者から、「誤りが多い」、「遺族所有の原本を確認していない」、「遺稿が歪められている」、「遺稿に無い文が付け加えられている」、「訂正を申し入れたのに増刷でも反映されなかった」といった批判を浴びることとなる。

### わだつみ遺族の会
1998年（平成10年）、遺族は中村克郎・中村猛夫・西原若菜が発起人となって、第4次わだつみ会とは全く別に「わだつみ遺族の会」を結成。うち中村克郎と西原若菜が遺族代表としてわだつみ会と岩波書店に対して「勝手に原文を改変し、著作権を侵害した」として新版の出版差し止めと精神的苦痛に対する慰謝料を求める訴訟を起こす。原告が提出した原本と新版第一刷の対照データをもとに岩波書店が修正した第8刷を1999年（平成11年）11月に出版し提出した結果、翌12月、原告は「要求のほとんどが認められた」として訴えを取り下げた。